# لارا طماش
 لارا طماش (30 مارس 1972-) إعلامية وكاتبة أردنية.

## حياتها
- ولدت في عمان وبعدما أنهت دراستها الثانوية دخلت الجامعة الأردنية لدراسة تخصص علم الإجتماع وإدارة الأعمال، في السنة الثانية تقدمت لامتحان لاختيار المذيعات في التلفزيون الأردني عام 1991 وتم اختيارها من بين 150 فتاة تقدمن للامتحان.حصلت على شهادة الماجستير من جامعة الشرق الأوسط عام 2015 [1]

### حياتها الأسرية
تزوجت من الدكتور سليمان عبد الفتاح عربيات سفير الأردن في كازاخستان ولديها ابنان محمد وعون.

## مشوارها المهني

### إنطلاقتها مع التلفزيون الأردني
كان أول ظهور لها من خلال برنامج مخصص للأطفال بعنوان ستوديو الأطفال، تلتها برامج عدة منها مجلة التلفزيون ، سهرة الخميس ، آخر المشوار ، ساعة ع الهوا ، اخترنا لك ، لقاء شعب وملك ، رايات إضافة إلى كثير من البرامج الخاصة والسهرات العربية المشتركة مع المحطات التلفزيونية العربية.
كان لها شرف استقبال الملك الحسين بن طلال مرتين الأولى في احتفال خاص بمؤسسة الإذاعة والتلفزيون عندما اختارتها الإدارة لذلك وقدمت له هدية رمزية والمرة الثانية في احتفال وطني كبير وتم اختيارها بالتنسيق ما بين إدارة التلفزيون والمراسم في الديوان الملكي لتكون ضمن مستقبلي جلالته والملكة نور الحسين ولتقدم أيضا له هدية رمزية.

### عملها في شبكة راديو وتلفزيون العرب
- في عام 1996 تلقت عرضاً من عدة محطات تلفزيونية عربية فضائية واختارت شبكة راديو وتلفزيون العرب، سافرت بعدها إلى إيطاليا وكانت المحطة تبث من العاصمة روما. قدمت هناك العديد من البرامج مثل  أجندة  على ART المنوعات، (5 في 5) و الأوائل تكسب  على ART المفتوحة وكذلك قدمت برنامجاً على قناة ART الأفلام بعنوان كلاكيت. وشاركت بتغطية مهرجان كان
- وبرامج موسيقية أشهرها  أهل الطرب  على ART الموسيقى [3]وأخبار فنية.
- بعد غيابها في روما دام ثلاث سنوات، عادت للاستقرار في عمان في نهاية العام 2000. إفتتحت الشبكة عام 2001 قناة ART الطرب وكانت أول من قدم برنامجا عليها، إستهلته ببرنامج ع البال.
- بعدها برنامج طرب في طرب وبرنامج رحلتي إضافة لبرامج المناسبات وأعياد الدول العربية الشقيقة.[4]

### عودتها إلى الإعلام المرئي الأردني
- عادت إلى التلفزيون الأردني عام 2002 لتقدم برنامج  يوم جديد في العام 2014 عادت لتقدم سهرة الخميس ، قبلها قدمت برامجا على قناة Atv أو تلفزيون الغد ولكن وصفتها بالحزينة والمتعبة مع وقف بث القناة.
- كان من المفترض أن تقدم برنامجا على شاشة ام بي سي 1 بعنوان مدار النجوم لكنه لم يستكمل التصوير ولم يبصر النور إضافة لبرنامج نساء من ذهب على قناة نارت الشركسية [5]
- لها عدة نشاطات اجتماعية وإعلامية وثقافية وخيرية،

عام 2014 قدمت برنامجي(سهرة الخميس) وبرنامج (هذا أنا)على شاشة التلفزيون الأردني  ، عادت بعدها ببرنامج جديد عام 2015 بعنوان خليك بالجو
في نوفمبر 2016 قدمت حفل افتتاح مهرجان الأردن المسرحي بدورته الـ23 وفي كانون الثاني 2018 - اطلقت برنامج حرير وهو أول برنامج نسائي متخصص على شاشة التلفزيون الأردني

### عملها في الإعلام المكتوب
- تكتب منذ عام 2010 مقالات أسبوعية شعرية في جريدة الدستور
- أطلقت كتابها الأول بعنوان “امرأة بذاكرتين” عام 2018.

### المناصب التي تقلدتها
- أمينة سر مركز الإعلاميات العربيات ورئيسته الفخرية الأميرة بسمة بنت طلال
- عضوة في شبكة المنظمات العربية الغير حكومية
- عضوة في ملتقى صاحبات الأعمال والمهن
- في يناير 2017 اختيرت من قبل اللجنة العليا لمشروع دسما الأردن لتكون أحد وجوه دسما الإعلاميه لدعم منطقة البحر الميت السياحية في الأردن [9]

## الجوائز التي حصلت عليها
حصلت على عدة جوائز وشهادات شرف وتكريم ومنها:
- 2013: -اختارتها ((الكلية الدوليه في لندن)) ضمن 45 شخصية أردنية مؤثرة في المجتمع
- 2013: درع تكريمي وشهاده تقديرية من نادي الصحافة الفضائية (الملتقى الأول)
- 2013: درع تكريمي (جائزة الفسيفساء الذهبية لنجوم الإعلام والفن في الأردن – كومودو)
- 2013: جائزة السياحة الدوليه في مجال القيادة والإبداع
- 2012: درع تكريمي من جامعة الزرقاء الأهلية
- 2012: درع تكريمي تكريمي من جامعه الشرق الأوسط
- 2012: درع تكريمي من مؤسسة الفهد للإنتاج الفني
- 2007 درع تكريمي بمناسبة (يوم الاعلامية العربية)
- 2005: درع تكريمي من (جمعية اصحاب الحرف اليدوية الأردنية)
- 2003: - الجائزة الذهبية من مهرجان القاهرة عن برنامج (رايات الإسلام)
- 2001: درع تكريمي من (الجمعية الوطنية لحماية البيئة)
- 2000: جائزة مهرجان قناة الجزيرة للافلام الوثائقية عن الفيلم الوثائقي (صوت ضحايا العنف المؤجل)و يتحدث عن العنف ضد المراة